# 山海堂商店
合資会社山海堂商店（さんかいどうしょうてん）は神奈川県鎌倉市に存在する土産屋である。